# バヤンノール天吉泰空港
バヤンノール天吉泰空港（バヤンノールてんきちたいくうこう、巴彦淖尔天吉泰机场、(IATA: RLK, ICAO: ZBYZ)）は、中華人民共和国内モンゴル自治区バヤンノール市五原県にある空港。市中心部まで、33キロメートル離れている。2010年1月26日に建設が開始され、総投資額は3億6000万元になり、2011年12月30日に空港が開港した。

## 設計
滑走路は長さ2600メートル、幅45メートル、ターミナルビルの敷地面積は7076平方メートル。3つの駐機場がある。 2020年までに年間23万5000人の乗客と810トンの貨物を取り扱えるように設計されている。

## 歴史
- 2011年12月30日 - 開業。
- 2019年9月 - 北京南苑空港の閉鎖により、中国聯合航空2967/2968便は発着が北京南苑空港から北京大興国際空港へと変更された。

## 就航都市
| 航空会社           | 就航地                     |
| ------------------ | -------------------------- |
| 中国聯合航空（KN） | 北京/大興                  |
| 中国国際航空（CA） | 北京/首都                  |
| 天津航空（GS）     | フフホト、西安、蘭州       |
| 幸福航空（JR）     | アルシャー左旗             |
| 華夏航空（G5）     | 重慶                       |
| 吉祥航空（HO）     | 鄭州、上海浦東（鄭州経由） |

脚注：